# Sándori
Sándori (1899-ig Kis-Sztrice és Nagy-Sztrice, szlovákul Ostratice) község Szlovákiában, a Trencséni kerületben, a Simonyi járásban. Kis- és Nagysándori közös közigazgatási egysége.

## Fekvése
Simonytól 9 km-re északnyugatra található.

## Története
A települést 1193-ban „Strece” alakban említik először. 1338-ban „Streche” néven szerepel, 1439-ben azonban már két település, Alsó- és Felső-Streche található a helyén.
Magyar nevét egykori birtokosáról, a Sándor családról kapta.
A trianoni diktátumig mindkét falu Trencsén vármegye Báni járásához tartozott.
Kis- és Nagysándorit 1960-ban egyesítették.

## Népessége
| Év:            | 1994. | 2004.   | 2014.   | 2024.   |
| -------------- | ----- | ------- | ------- | ------- |
| Emberek száma: | 758   | 802     | 837     | 779     |
| Eltérés:       |       | +5,80 % | +4,36 % | -6,92 % |

| Év:            | 2023. | 2024.   |
| -------------- | ----- | ------- |
| Emberek száma: | 790   | 779     |
| Eltérés:       |       | -1,39 % |

1910-ben Kissándorinak 331, Nagysándorinak 518, túlnyomórészt szlovák lakosa volt.
2001-ben 393 lakosából 383 szlovák volt.
2011-ben 866 lakosából 834 szlovák volt.

## Neves személyek
- Kissándorin született 1863-ban Szulyovszky Dezső magyar jogász, ügyvéd, politikus, a Szabadelvű Párt országgyűlési képviselője, 1906-ban Somogy és Zala vármegye teljhatalmú királyi biztosa.

## Nevezetességei
- Kissándori kastélya eredetileg két kastély. Az első a 16. század második felében épült reneszánsz stílusban. A másik a 18. század végén barokk stílusban. 1820 körül empire stílusban építették át és ekkor építették egybe a két kastélyt.
- Nagysándori római katolikus temploma 1737-ben épült barokk stílusban.
- Klasszicista kúriája a 19. század első harmadában épült.

## Külső hivatkozások
- Községinfó
- Sándori Szlovákia térképén
- E-obce.sk Archiválva 2008. szeptember 20-i dátummal a Wayback Machine-ben
- Travelatlas.sk

## Lásd még
- Kissándori
- Nagysándori

1. ↑  Population of Slovakia by gender – municipalities (annually), 2025. március 31., 2025. április 24.
2. 1 2  Počet obyvateľov podľa pohlavia - obce (ročne) [om7101rr_obce=AREAS_SK]. Statistical Office of the Slovak Republic, 2025. március 31. (Hozzáférés: 2025. március 31.)